# Adam Gase
Adam Gase (* 29. März 1978 in Ypsilanti, Michigan) ist ein US-amerikanischer American-Football-Trainer. Er war Head Coach der Miami Dolphins und der New York Jets in der National Football League (NFL).

## Trainerlaufbahn
Adam Gase schlug bereits in jungen Jahren eine Trainerlaufbahn ein. Während er an der Michigan State University immatrikuliert war, fungierte er als studentischer Assistent des Footballtrainers Nick Saban, dem er im Jahr 2000 zur Louisiana State University folgte. Bis 2002 hatte er dort die Position des Recruiting Assistant inne. Es folgte sein erstes Engagement in der NFL als Scouting Assistant, als Offensive Assistant und als Trainer der Quarterbacks bei den Detroit Lions (bis 2007). In der Saison 2008 war er Offensive Assistant bei den San Francisco 49ers. Anschließend wechselte er zu den Denver Broncos, wo er zunächst für die Wide Receiver und die Quarterbacks zuständig war, ehe er 2013 zum Offensive Coordinator aufstieg. Während seiner sechs Jahre in Denver holte das Team viermal den ersten Platz in der AFC West.
In der Saison 2015 übte Gase die Funktion des Offensive Coordinators bei den Chicago Bears aus. Im Januar 2016 wurde er von den Miami Dolphins aus der AFC East als neuer Head Coach präsentiert. In der Vorsaison hatten sich die Dolphins von Joe Philbin getrennt, dessen Assistent Dan Campbell dann in den restlichen Spielen die Verantwortung trug. Gase war der zwölfte Trainer in der Geschichte der Miami Dolphins und der jüngste Inhaber dieses Amtes. In der Regular Season 2016 folgte dann der erste Einzug der Dolphins in die Play-offs seit acht Jahren, wo sie allerdings gegen die Pittsburgh Steelers in der ersten Runde ausschieden. In den folgenden zwei Spielzeiten konnte Gase an diesen Erfolg allerdings nicht mehr anknüpfen. Nachdem die Dolphins zwei Mal in Folge die Saison mit mehr Niederlagen als Siegen beendeten, wurde er am 31. Dezember 2018 entlassen.
Am 11. Januar 2019 gaben die New York Jets Gase als ihren neuen Head Coach bekannt. In seiner ersten Saison konnte er die Jets nach 7 Niederlagen aus den ersten 8 Spielen noch zu 6 Siegen in den verbleibenden 8 Spielen führen. Sie beendeten die Saison als dritter in der AFC East, noch vor seinem ehemaligen Team, den Miami Dolphins. Nachdem die Jets die Saison 2020 mit zwei Siegen und vierzehn Niederlagen beendeten, wurde Gase im Anschluss an das letzte Spiel der Saison entlassen.